# Piecepack

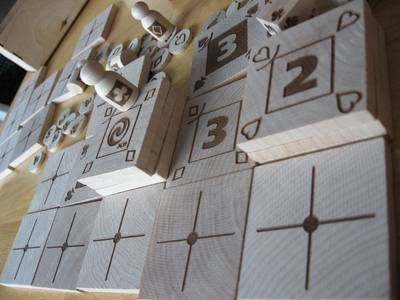
Um piecepack feito de madeira

Piecepack é um jogo de tabuleiro de domínio público que pode ser utilizado para jogar uma grande variedade de outros jogos de tabuleiro, assim como um baralho de cartas padrão. Segundo o site oficial, pode ser usado para jogar dezenas de jogos, tais como Creme da colheita, Planos de ação e Relatividade. O Piecepack foi utilizado por dezenas de designers de jogos diferentes para criar mais de 200 jogos de tabuleiro diferentes, e sendo de domínio público, é disponibilizado e produzido comercialmente por vários fabricantes diferentes. Foi criado por James Kyle em 2001, e pode ser confeccionado de diversos materiais como papelão, madeira ou plástico.

## Set básico de peças
O sistema consiste em 24 peças, 24 moedas, 4 peões e 4 dados utilizando quatro naipes próprios (o Sol, a Lua, a Arma e a Coroa). Em adição a estes, também podem ser utilizadas em conjunto com outros componentes, como peças de dominó, cartas de baralho tradicional ou mesmo variações das peças criadas e distribuídas pela própria comunidade, como Piecepack Pyramids, Four seasons e Rainbow deck.
O livro The Infinite Board Game: Introducing the Amazing Piecepack System, publicado pela Workman Publishing Company em 2015, detalha 50 dos jogos possíveis e ainda inclui um conjunto de peças com ele, embora o conjunto incluído se desvie da especificação publicada na localização dos marcadores de naipe, modificação esta que torna certos jogos impossíveis de serem jogados (por exemplo, Alien City). O pacote de peças é um dos sistemas de jogo base incluídos no Tabletop Simulator.
O sistema de jogo Piecepack foi revisado duas vezes pelo proeminente vlog de revisão The Dice Tower. A primeira vez em 2009, e mais recentemente em 2016 como uma resenha do livro The Infinite Board Game.